# Veronica catarractae
Veronica catarractae är en grobladsväxtart. Veronica catarractae ingår i släktet veronikor, och familjen grobladsväxter.

## Underarter
Arten delas in i följande underarter:
- V. c. diffusa
- V. c. lanceolata

## Bildgalleri

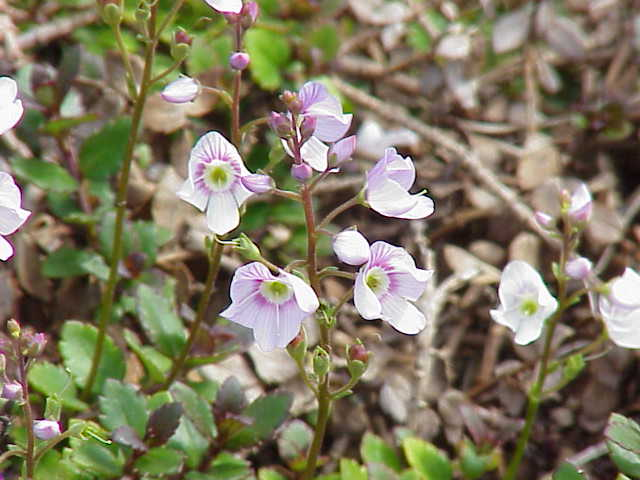
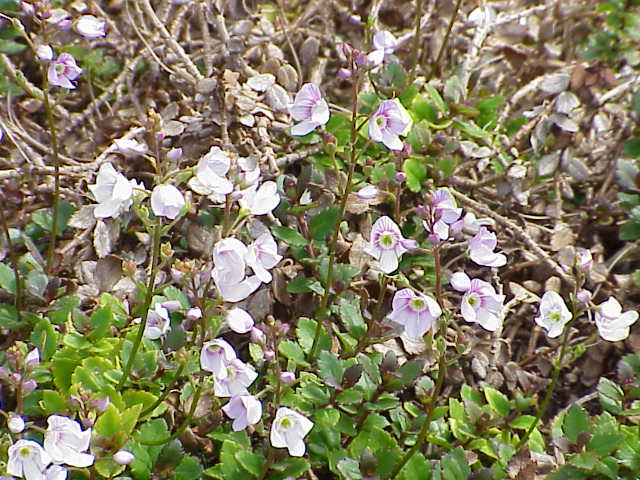
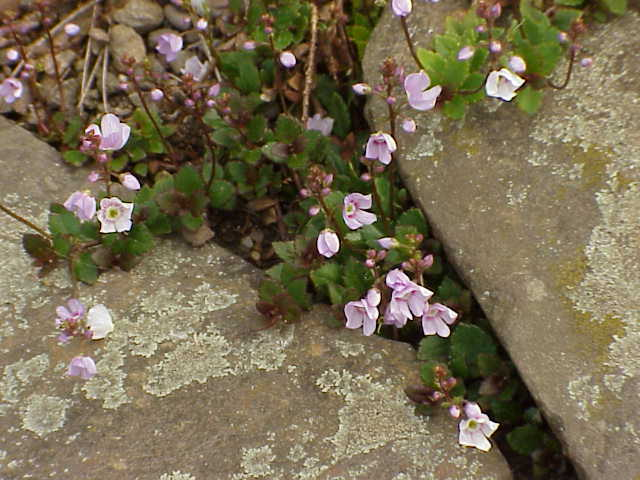
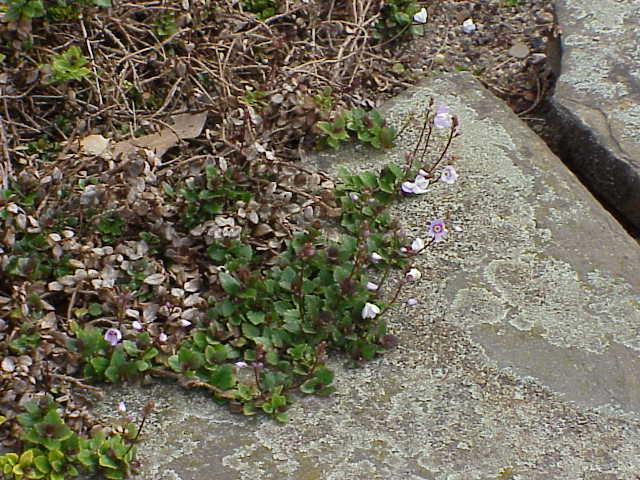